# Останні дні Птолемея Грея
Останні дні Птолемея Грея — драматичний міні-серіал, заснований на однойменному романі Волтера Мослі, прем'єра якого відбулася на Apple TV+ 11 березня 2022 року.

## Сюжет
Самотній 93-річний чоловік із деменцією може тимчасово згадати своє минуле і використовує час, що залишився, щоб розслідувати смерть свого племінника.

## Актори
| Актор               | Роль                  |
| ------------------- | --------------------- |
| Семюел Л. Джексон   | Птолемей Грей         |
| Домінік Фішбек      | Робін                 |
| Волтон Гоггінс      | доктор Рубін          |
| Марша Стефані Блейк | племінниця            |
| Деймон Гаптон       | Койдог                |
| Синтія МакВільямс   | Сенсія                |
| Омар Бенсон Міллер  | Реджі Ллойд           |
| Морі Гінсберг       | Мойше Абромовіц       |
| Джоанн Віллетт      | суддя Елісон Маккарті |

## Виробництво
Серіал був анонсований у грудні 2020 року, де Семюел Л. Джексон зіграв головну роль і став виконавчим продюсером серіалу, а Волтер Мослі адаптував свій власний роман до сценарію. У квітні 2021 року розпочалося виробництво. Зйомки завершилися 26 червня 2021 року

## Випуск
Прем'єра відбулася 11 березня 2022 року на Apple TV+.